# Irgoli
Irgoli (en sard, Irgoli) és un municipi italià, dins de la província de Nuoro. L'any 2007 tenia 2.333 habitants. És a la regió de Baronia. Limita amb els municipis de Galtellì, Loculi, Lula, Onifai i Siniscola.

## Administració
| Període | Identitat      | Partit        |
| ------- | -------------- | ------------- |
| 2005-   | Giovanni Porcu | Llista Cívica |